# Baoguo-Tempel (Peking)

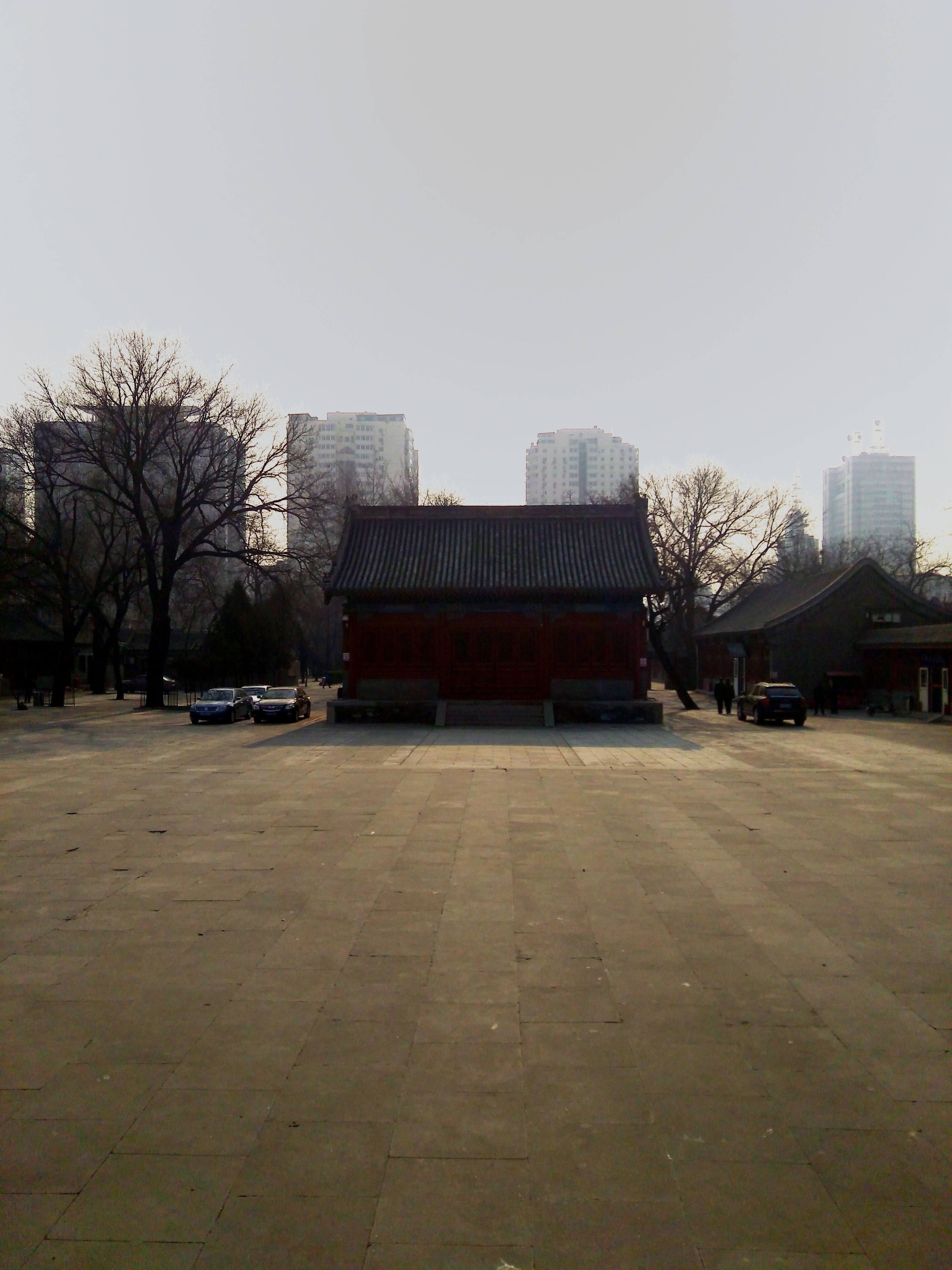
Eines der Gebäude des Klosters

Der Baoguo-Tempel (chinesisch 报国寺, Pinyin Bàoguó sì) ist ein buddhistischer Tempel im Pekinger Stadtbezirk Xuanwu in der Guang’anmen-Straße. Er wurde in der Zeit der Liao-Dynastie erbaut, war später verfallen, wurde im zweiten Jahr der Chenghua-Ära (1466) Zeit der Ming-Dynastie wiederaufgebaut und 1754 in der Qing-Dynastie restauriert. Der berühmte qingzeitliche Gelehrte Gu Yanwu war hier ansässig. 1843 sammelten He Shaoji und Zhang Mu Geld für die Errichtung eines Ahnentempels für Gu (Gu Tingling Si).
Der Tempel steht seit 2006 auf der Liste der Denkmäler der Volksrepublik China (6-314).